# Youssef Belkhouja
Youssef Belkhouja (né le 16 juillet 1975 - mort le 29 septembre 2001) était un joueur de football marocain, il est mort,  à cause d'une crise cardiaque en plein match (Raja - Wydad) comptant pour la demi-finale de la Coupe du trône.

## Carrière en clubs
Youssef Belkhouja a commencé sa carrière de footballeur dans la rue avant de rejoindre le KAC de Kénitra, en 1999/2000 le joueur va être transféré au Wydad de Casablanca. Badou Zaki l'entraîneur du club à l'époque appréciait bien ce joueur, son premier match en première division était avec le Wydad contre le TS Casablanca le 26 septembre 1999.

## Carrière en sélection
Sa carrière avec l'équipe du Maroc a débuté le 2 juin 2001 face au Kenya quand le match s'est terminé sur un score nul 1-1, son deuxième match était contre le Gabon dont le résultat s'est terminé 0-1 pour les Gabonais. Le joueur était sélectionné pour un stage de préparation le 1er octobre 2001, mais il est mort deux jours avant cette préparation.
| Caps | Date       | Match         | Lieu    | Score | Compétition                  |
| 1    | 02/06/2001 | Kenya - Maroc | Nairobi | 1 - 1 | Eliminatoires de la CAN 2002 |
| 2    | 16/06/2001 | Maroc - Gabon | Fès     | 0 - 1 | Eliminatoires de la CAN 2002 |
| ---- | ---------- | ------------- | ------- | ----- | ---------------------------- |

## Palmarès
- Champion du Maroc
  - Vice-champion : 2000
- Coupe du Trône
  - Vainqueur : 2001
  - Finaliste : 1991
- Coupe de la CAF
  - Finaliste : 1999